# Das Wunder der Heliane

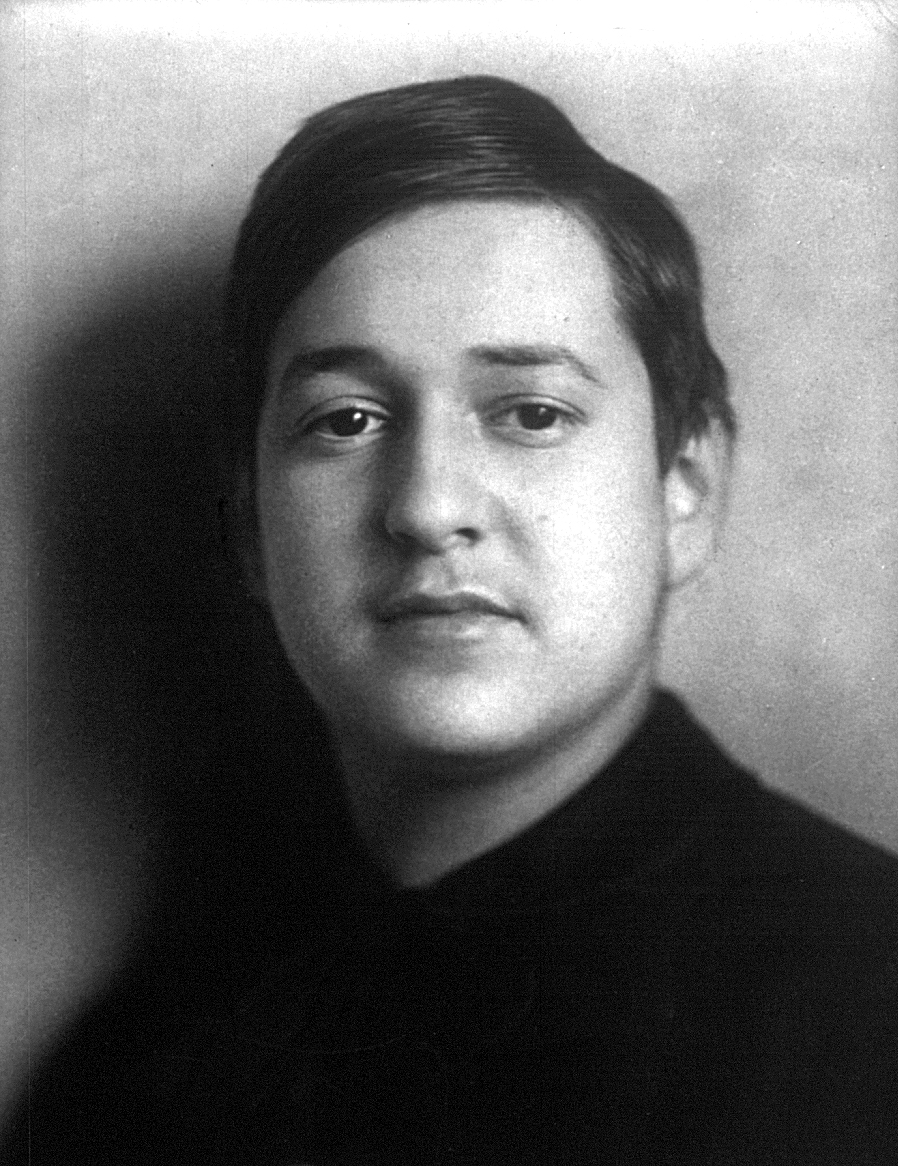
Erich Korngold

Das Wunder der Heliane (Helianes under) är en opera i tre akter med musik av Erich Korngold och text av Hans Müller-Einigen.

## Historia
Erich Korngolds textkälla var den opublicerade pjäsen Die Heilige av den rumänske författaren Hans Kaltneker. Han hade skrivit pjäsen med tanke på ett eventuellt operalibretto. Kaltnekers verk lånar tydliga drag från Richard Wagners mysticism och librettot är en blandning av symbolik och verklighet. Rollfiguren Främlingen är en Kristuslik person som även representerar livskraften, medan Heliane både är en Madonna och en sexuell magnet som avskyr sin makes framstötar eftersom han representerar mörker och död. Kärleken mellan Främlingen och Heliane välsignas av Gud och framstår som ett transcendentalt äktenskapsbrott à la Tristan och Isolde. 
En svit för violin och piano som bygger på arian "Ich ging zu ihm" publicerades av musikförlaget Schott.
Korngold betraktade operan som sitt mästerverk och den uruppfördes den 10 oktober 1927 på operan i Hamburg.

## Uppförandehistorik
Vid urpremiären i Hamburg var varken publik eller kritiker imponerade, då de ansåg att Korngolds musik varken innehöll några överraskningar eller var modern. Många kritiker avfärdade operan som kitsch.
Operan ansågs som ett misslyckande för Korngold efter den stora succén med Die tote Stadt. I musikvärlden uttrycktes beundrad för operan och sopranen Lotte Lehman hävdade rollen var hennes favorit.
1928 sattes operan upp på Berlin Städtische Oper under musikaliska ledning av Bruno Walter, men därefter glömdes Heliane bort en tid. På 2000-talet återupptäcktes den och sattes upp i London och spelades in på CD. Sopranen Renée Fleming framförde operans mest kända aria "Ich ging zu ihm" i samband med en konsert på Last Night of the Proms.

## Personer
| Roller                 | Stämma                | Premiärbesättning 7 oktober 1927 (Dirigent: Egon Pollak)                                                                |
| ---------------------- | --------------------- | --- |
| Heliane                | sopran                | Maria Hussa |
| Härskaren, hennes make | baryton               | Rudolf Bockelmann |
| Främlingen             | tenor                 | Carl Günther |
| Budbäraren             | alt                   | Sabine Kalter |
| Dörrvakten             | bas                   | Hermann Markowski |
| Den blinde domaren     | tenor                 | Gunnar Graarud |
| Den unge mannen        | tenor                 | Jan Berlik |
| De sex domarna         | De sex domarna        | Paul Schwarz, Hermann Siegel, Julius Gutmann, Peter Kreuder, Herbert Taubert, Arnold Greve                              |
| De serafiska rösterna  | De serafiska rösterna | Olga Schramm-Tschörner, Franziska von Issendorf, Olga Wiese, Frieda Singler, Sophie Bock, Erna Homann, Janna Maria Balß |
| Folket                 | Kör                   | |

## Handling

### Akt I
Den hårde och despotiske Härskaren har låtit fängsla Främlingen för att han bringade lycka och hopp till folket. Härskaren besöker honom i cellen för att berätta att han nästa dag ska avrättas. En stund senare får Främlingen besök av Härskarens väna och vackra hustru Heliane, som vill trösta honom. Främlingen blir förälskad och ber henne att bli hans. Heliane vägrar men blottar sig för honom innan hon beger sig till kapellet för att be. Härskaren återvänder och erbjuder Främlingen frihet om han kan få hans fru att älska honom. Den nakna Heliane återvänder och Härskaren anklagar henne för otrohet och ger order om Främlingens avrättning.

### Akt II
Härskarens före detta älskarinna (Budbäraren) övertalar honom att få Heliane ställd inför rätta. Sex domare anländer, ledda av den blinde domaren. Härskaren ger Heliane en kniv och försöker övertala henne att begå självmord. Främlingen vägrar att vittna inför rätten men ber om att få bli ensam med Heliane. Medan han kysser henne sticker han kniven i sitt bröst. Oförmögen att inse sanningen föreslår Härskaren en rättegång inför Gud: om Heliane kan återväcka Främlingen från de döda kommer detta bevisa hennes oskuld. Hon går med på detta.

### Akt III
En folksamling har samlats. Heliane ska just börja att återväcka Främlingen från de döda när hon bryter samman och bekänner att hon älskade honom. Hon döms men Härskaren är beredd att låta henne gå fri om hon vill älska honom. Hon vägrar men när hon förs iväg reser sig Främlingens kropp upp och Heliane rusar till honom. Den rasande Härskaren sticker ner henne. Främlingen kör iväg Härskaren och välsignar folket. Heliane och Främlingen stiger upp mot himlen förenade i sin kärlek.